# De blauwe schuit (gravure)
De blauwe schuit (Middelnederlands: Die blau schuÿte) is een gravure van de Antwerpse graveur Pieter van der Heyden, die mogelijk teruggaat op een (verloren gegaan) werk van de Zuid-Nederlandse schilder Jheronimus Bosch.

## Voorstelling
Het stelt een klein bootje voor, dat de naam die blau schuÿte draagt, met daarop een zevental mensen. Het wordt bestuurd door een man met een harp op zijn rug en een kruik op zijn hoofd. Hij is zo druk bezig met varen en zingen dat hij niet kan voorkomen dat een paar vogels een nestje op zijn hoofd bouwen. In zijn handen houdt hij twee kersen. De overige opvarenden zingen uit een liederenboek. Onder de voorstelling is het volgende rijm te lezen:

Daer platbroeck speelman is en stierman in de bane
Daer sien hem de voghelen voer eenen huÿben ane
En al tiert sijn gheselschap datse moghten sweeten
Het sullen de sanghers in de blau schuÿte heeten

(Omdat Platbroek zowel speelman als stuurman is, zien de vogels hem voor een domoor aan. En ook al zingt zijn gezelschap uit volle borst, ze zullen de zangers in de blauwe schuit heten)

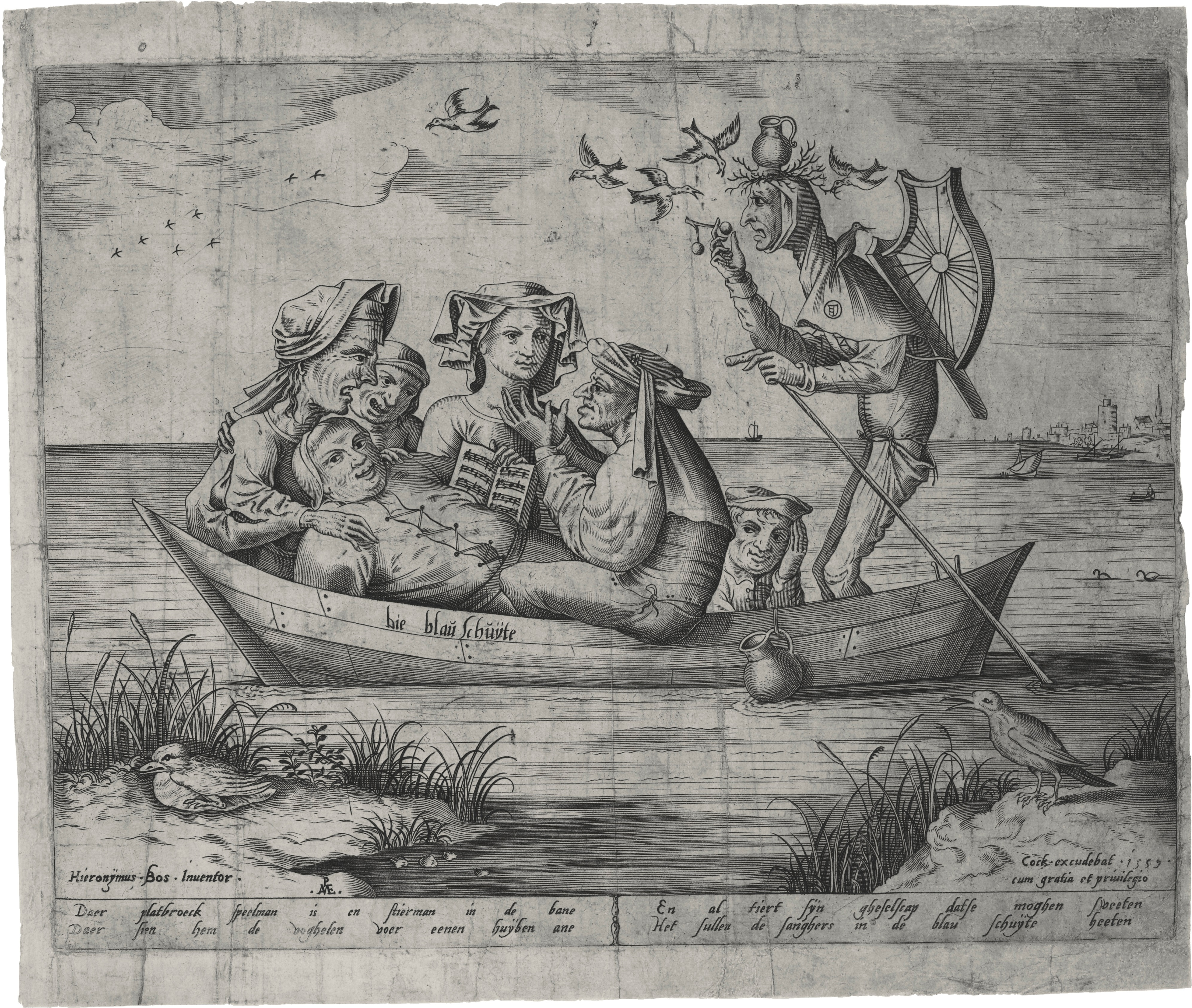
De gravure met het originele onderschrift

De naam 'blauwe schuit' had dus niet zo'n goede bijklank. Hij is afkomstig uit het gelijknamige gedicht van Jacob van Oestvoren, dat 1413 te dateren is. Hierin vaart een groepje zondaars en slechteriken al drinkend en zingend, stuur- en doelloos in een bootje steeds verder van de geordende samenleving af.
De prent vertoont overeenkomsten met Jheronimus Bosch' Het narrenschip, dat eveneens een hekeling is van een teveel aan vertier en vermaak. Dit motief komt ook voor op het schilderij Zangers en musici in een ei en de prent Pretmakers in een mossel op zee. Volgens Bosch-auteur Charles de Tolnay is de prent een hekeling van de wellust, aansluitend op Dirk Bax' interpretatie van de kersen in de hand van de stuurman en de dorre takken op zijn hoofd.

## Toeschrijving
De gravure werd omstreeks 1559 uitgegeven door de Antwerpse uitgever Hieronymus Cock (1518-1570) en werd uitgevoerd door de eveneens Antwerpse prentkunstenaar Pieter van der Heyden. Volgens een opschrift was de ‘inventor’ (bedenker) van de prent de Bossche schilder Jheronimus Bosch. Er is echter geen enkel werk van Bosch bekend met deze compositie. Volgens de Tolnay gaat de prent terug op een verloren gegaan werk. Ludwig von Baldass schreef in 1943 dat de prent eerder door een navolger ontworpen moet zijn geweest.

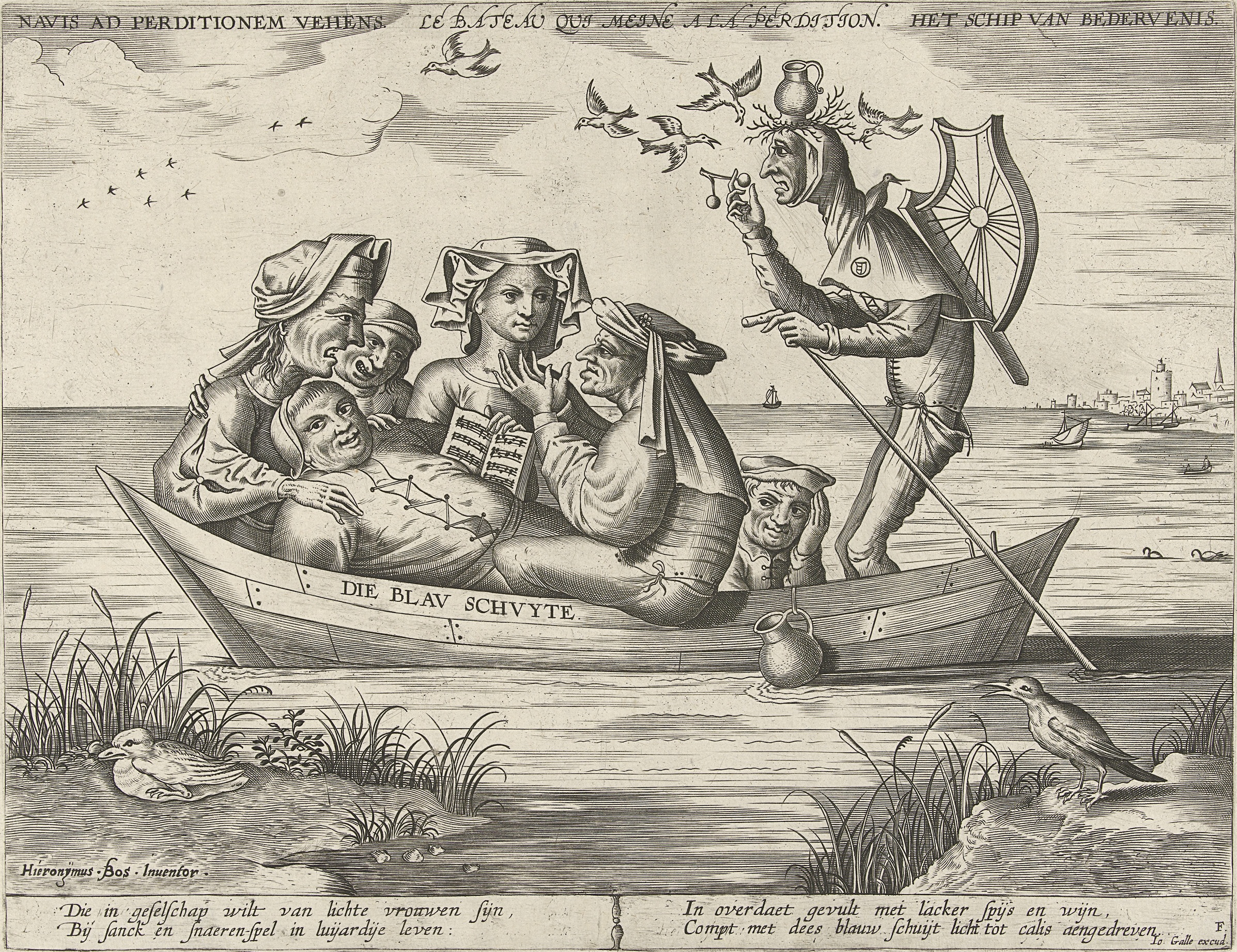
Pieter van der Heyden (naar Jheronimus Bosch?), uitgegeven door Joannes Galle. De blauwe schuit (‘Het schip van bedervenis’). 1626-1676. Gravure. Amsterdam, Rijksmuseum Amsterdam.

## Afdrukken
Van de gravure bestaan minstens vier afdrukken, één in het prentenkabinet van Museum Boijmans Van Beuningen, één in het Gemeentemuseum Den Haag, één in het Noordbrabants Museum in 's-Hertogenbosch en een vierde werd op 29 maart 2012 geveild door veilinghuis Sotheby's in Londen.

## Herdruk
De prent werd in de 17e eeuw opnieuw uitgegeven door Joannes Galle met als titel 'Het schip van bedervenis' (het schip van bederfenis) en als bijschrift:

Die in geselschap wilt van lichte vrouwen sijn, / Bij sanck en snaeren-spel in luijardije leven: // In overdaet gevult met lacker spijs en wijn, / Compt met dees blauw schuijt licht tot calis aengedreven

(Wie in gezelschap wil zijn van vrouwen van lichte zeden [en] bij zang en snarenspel in luiheid leven overdadig gevuld met lekker eten en wijn, loopt kans met deze blauwe schuit mee te varen naar Calais - het land van kalis: 'kalis' is een gebruikelijke benaming voor een armoedzaaier.  )